# Ambrosius Duijvelaar

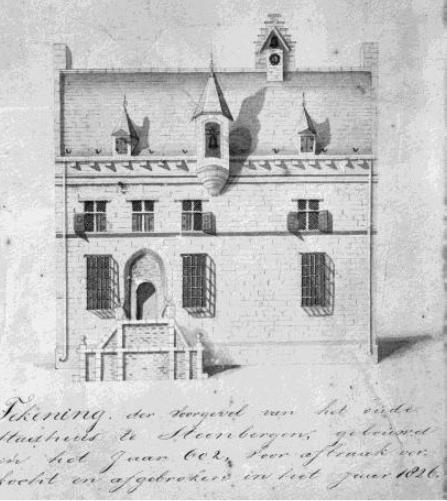
Oude stadhuis van Steenbergen (tekening met onderschrift uit 1864)

Ambrosius Duijvelaar (Steenbergen, 5 februari 1833 — Ubbergen, 13 januari 1888) was een Nederlands ambtenaar en tekenaar.
Duijvelaar werd geboren als zoon van een ingenieur en groeide op in Steenbergen. Het was de bedoeling dat hij zijn vaders bedrijf zou overnemen, maar dit ging vanwege een faillissement niet door, waarna Duijvelaar voor een carrière als onderwijzer koos. Later ging hij werken als hoofdambtenaar bij de Nederlandse Spoorwegen, een baan waarvoor hij regelmatig moest verhuizen, voornamelijk in Zuid-Nederland. Hij eindigde zijn loopbaan in Nijmegen, waar hij even buiten, in Ubbergen, op vierenvijftigjarige leeftijd overleed.
Hij was twee keer gehuwd, eerst met Gijsberta Helena Johanna Lenshoek (1822-1881), daarna met Margaretha Helena Berghege (1836-1913).
In zijn latere leven werd Duijvelaar een verwoed pentekenaar. Wat vooral opvalt is de doelmatigheid waarmee hij de structuur van de gebouwen weergeeft. De tekeningen zijn niet romantisch van aard, maar zijn ook geen schematische weergaven. De voorliefde van Duijvelaar om onlangs afgebroken, verdwenen of te slopen gebouwen vast te leggen, voornamelijk uit westelijk Noord-Brabant, 's-Hertogenbosch en het Land van Maas en Waal, heeft ervoor gezorgd dat een deel van zijn werk bewaard is gebleven na zijn dood, waarna de tekeningen aan verschillende streekarchieven zijn geschonken.